# O2 Arena (Londýn)
O2 Arena, oficiálním názvem The O2 arena, je moderní víceúčelová krytá aréna, která se nachází v Londýně. Představuje součást velkého zábavního komplexu O2 na Greenwichském poloostrově v obvodu Tower Hamlets. Pořádají se v ní zejména sportovní a kulturní události. 
Maximální kapacita 20 000 diváků z ní činí jednu z největších krytých hal v Evropě a druhou největší ve Velké Británii po Manchester Arena. V letech 2008 a 2017 se stala nejvytíženější světovou arénou, za což převzala ocenění World's Busiest Arena. Opakovaně byla také nejvytíženější hudební halou světa, s nejvíce prodanými lístky v rámci jednoho kalendářního roku.

## Přestavba
Aréna vznikla během let 2003 až 2007 uvnitř Millennium Dome, jehož vnitřní prostor byl celkově přestavěn, jen se zachováním vnějšího teflonového bílého pláště potaženého tkaninou skleněných vláken. Aréna tvoří 40% celkového prostoru stavby bývalého Domu.

## Kulturní události

### Koncerty
V aréně probíhají vystoupení zpěváků a hudebních skupin.

#### Přehled
- Prince, 21 vystoupení (2007)
- Spice Girls, 17 vystoupení (2007)
- Kylie Minogue, 7 vystoupení(2008)
- Britney Spears, 8 vystoupení (2009)
- Tina Turner, 5 vystoupení (2009)
- Beyoncé Knowles, 7 vystoupení, DVD The O2 Arena (2009)
- Michael Jackson, 50 vyprodaných vystoupení několik hodin po začátku prodeje[7] programu This Is It plánovaných na červenec 2009 až únor 2010 se neuskutečnilo pro zpěvákovo úmrtí.
- Rihanna, 10 vystoupení (2011)

#### 2007

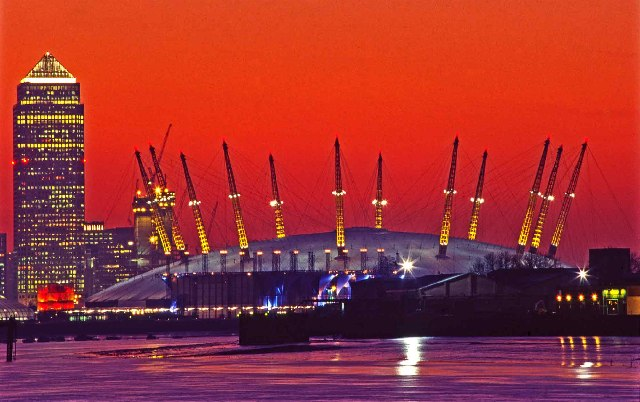
O_{2} Arena a mrakodrap 1 Canada Square

- Bon Jovi, první otevírací koncert pro veřejnost 24. června 2007.
- Barbra Streisandová
- Keane, vydáno DVD Keane Live.
- Elton John
- Kanye West
- My Chemical Romance
- Led Zeppelin

#### 2008
- Linkin Park
- Eagles
- Cirque du Soleil
- Céline Dion
- Girls Aloud
- Kylie Minogue
- Tiësto, první DJ
- Stevie Wonder
- Queen + Paul Rodgers
- Coldplay
- Westlife

#### 2009

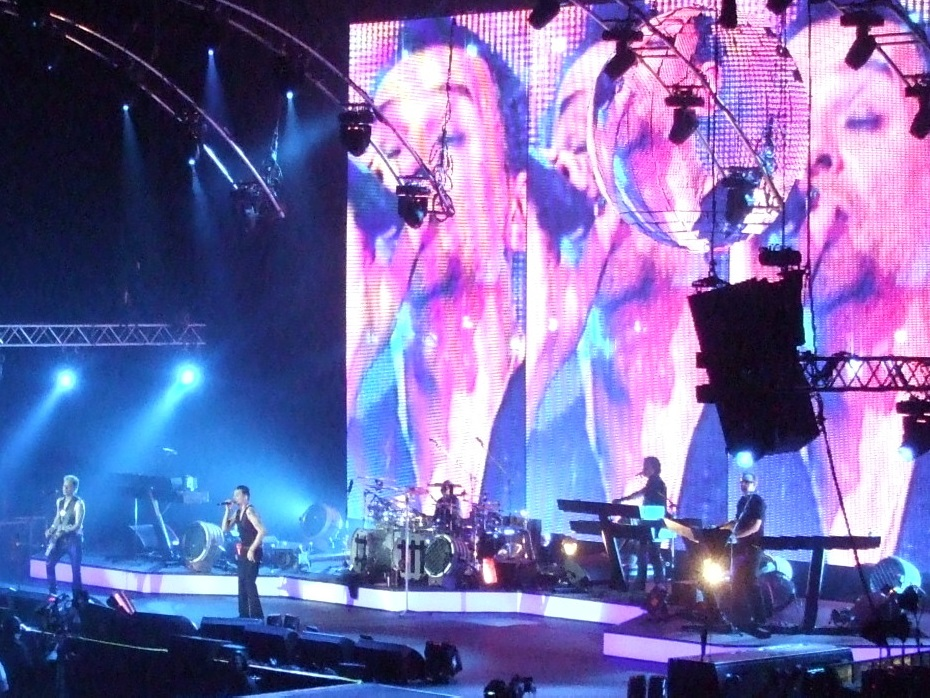
Koncert Depeche Mode, prosinec 2009

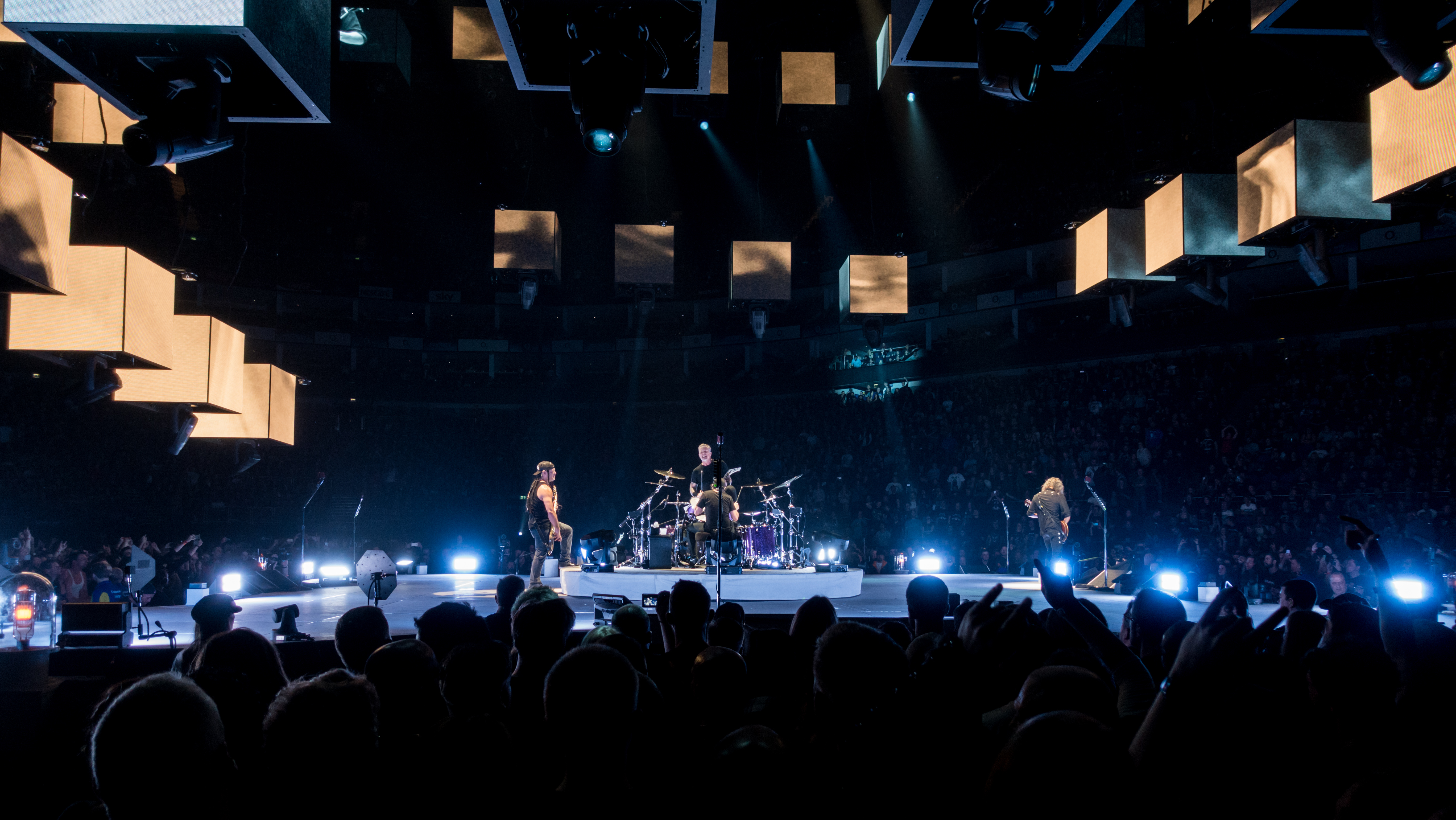
Koncert skupiny Metallica, říjen 2017

- Pussycat Dolls
- Fall Out Boy
- Metallica
- AC/DC
- Pet Shop Boys
- Madonna
- Nine Inch Nails
- Pearl Jam
- Green Day
- Backstreet Boys
- Muse
- Face Baukchoice
- Miley Cyrusová

#### 2010
- Lady Gaga
- Bon Jovi, 11 vystoupení
- Whitney Houston, 3 vystoupení
- Suede
- 30 Seconds to Mars
- Shakira
- The Black Eyed Peas
- Westlife
- Rihanna

#### 2011
- Roger Waters, 6 koncertů The Wall Live (květen)
- Westlife
- Rihanna
- Red Hot Chili Peppers

#### 2012
- New Kids on the Block

2016
- Red Hot Chili Peppers, 3 koncerty

## Sportovní události

### Olympijské hry

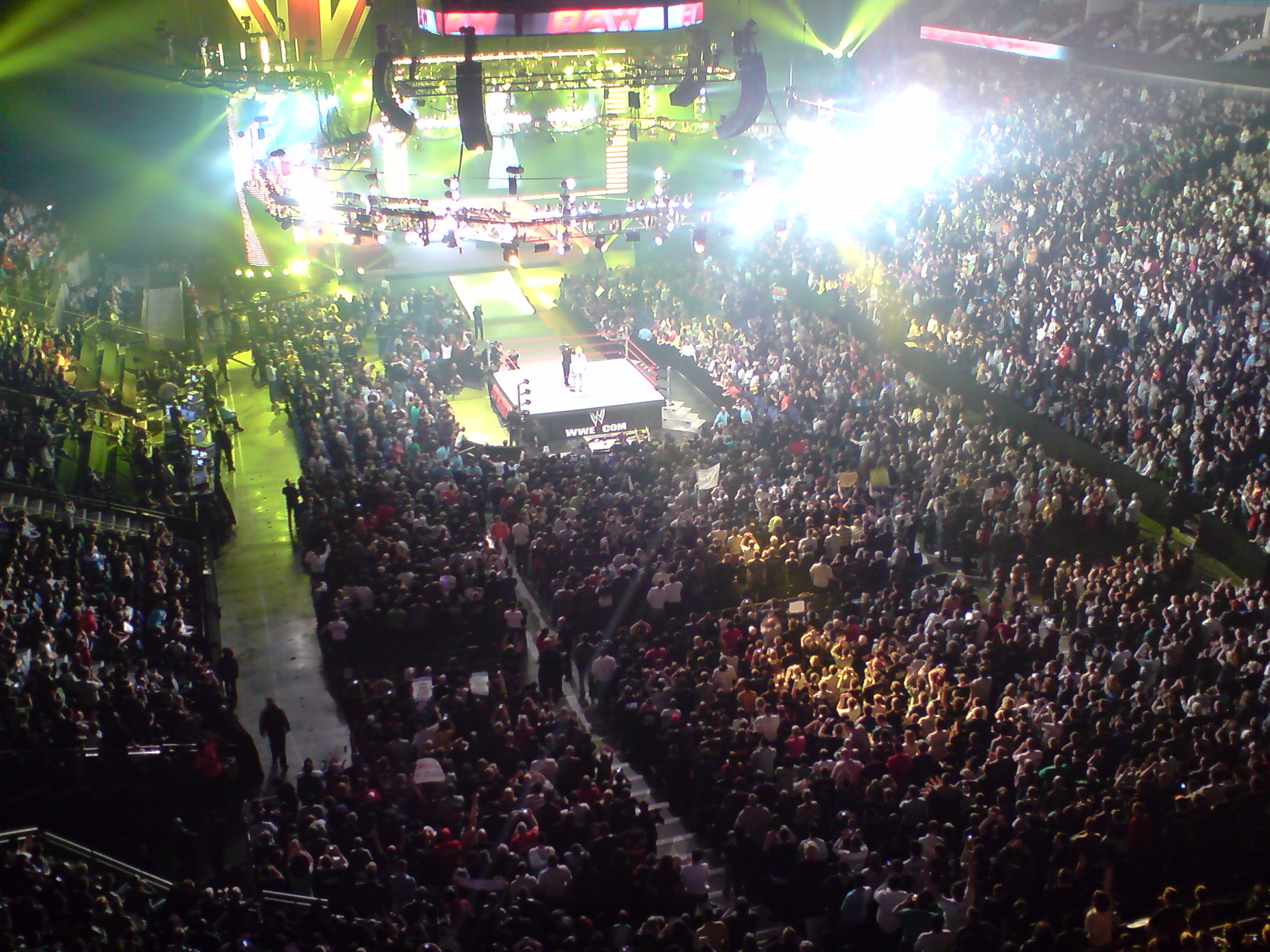
Wrestling v aréně

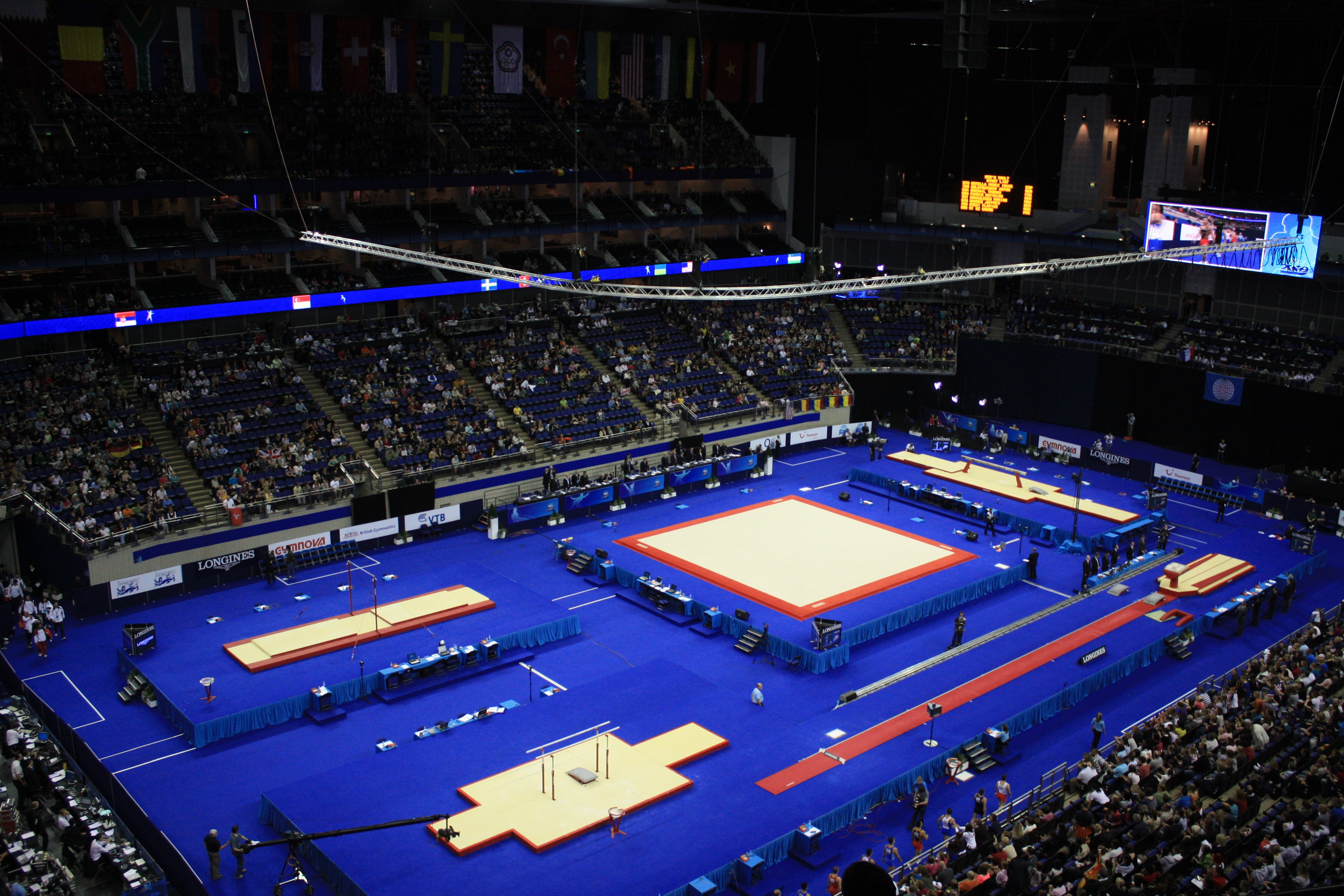
Sportoviště na MS ve sportovní gymnastice

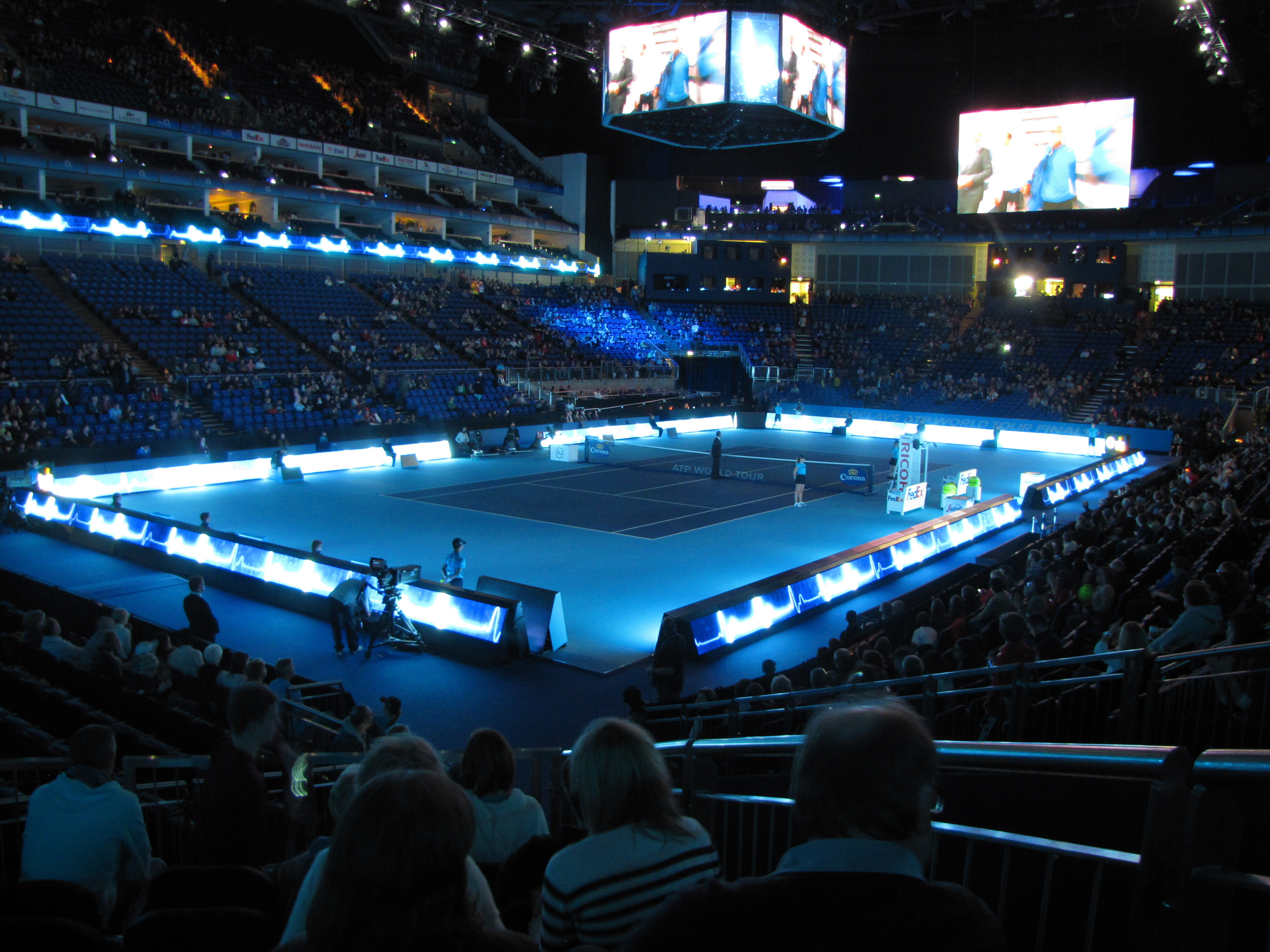
Tenisový dvorec během Turnaje mistrů

Během Letních olympijských her 2012 se v aréně uskutečnily soutěže ve sportovní gymnastice s kapacitou 16 500 diváků a také finále basketbalových turnajů s kapacitou 20 000 diváků. Vzhledem k regulím MOV se aréna na dobu olympijských her přejmenovala na North Greenwich Arena 1. V její blízkosti byla postavena nová North Greenwich Arena 2 s kapacitou 6 000 diváků, ve které se uskutečnily soutěže v moderní gymnastice a badmintonu.

### Box
První sportovní akcí, která se v aráně odehrála bylo mistrovství Commonwealthu v lehké váze boxu (14. července 2007). V březnu 2008 se zde konal zápas mezi Davidem Hayem a Enzo Maccarinellim, v listopadu 2008 pak Haye boxoval s Monte Barrettem.

### Košíková
Dne 10. října 2007 se zde uskutečnilo exhibiční utkání týmů NBA mezi Boston Celtics a Minnesota Timberwolves. Arena také hostila zápas družstev Miami Heat a New Jersey Nets (NBA) v rámci přípravy na sezónu 2008-09. Exhibici zde odehrály 6. října 2009 týmy Chicago Bulls a Utah Jazz s výsledkem 102–101 a návštěvou 18 689 diváků.

### Gymnastika
Uskutečnilo se zde Mistrovství světa ve sportovní gymnastice 2009.

### Lední hokej
Sezóna NHL 2007/2008 začala v této aréně zápasem z 29. na 30. září mezi Los Angeles Kings a Anaheim Ducks.

### Tenis
První tenisovou akcí se 15. září 2007 stal turnaj v turbo tenisu, který vyhrál Andy Murray. V období 2009–2020 aréna hostila závěrečný Turnaj mistrů pro nejlepších osm singlistů a osm párů mužské čtyřhry v dané sezóně. V září 2022 se v ní konala mužská týmová soutěž Laver Cup. V první hrací den ukončil profesionální kariéru Roger Federer. Tým světa otočil nepříznivý vývoj zápasů a Evropany poprvé porazil.